# Miki Ishii
Miki Ishii (Japans: 石井美樹) (Yokohama, 7 november 1989) is een Japans beachvolleyballer en voormalig volleyballer. Op het strand speelt ze aan het blok en won ze meerdere medailles bij de Aziatische kampioenschappen. Ze nam tweemaal deel aan de Olympische Spelen.

## Carrière

### Zaal
Ishii speelde in de zaal professioneel voor Hisamitsu Springs (2008–2010) en voor JT Marvelous (2013–2014). Met de eerste club eindigde ze in het seizoen 2008/09 als tweede het Japanse kampioenschap en won ze in 2009 de Japanse beker.

### Beach: 2015 tot en met 2019
Ze debuteerde in 2015 als beachvolleyballer in de FIVB World Tour. Samen met Megumi Murakami – met wie ze tot 2021 een team zou vormen – speelde ze dat jaar twee wedstrijden in de mondiale competitie. In de AVC Tour kwamen ze tot een vierde plaats in Ha Long en een vijfde plaats in Yogyakarta. Bij de Aziatische kampioenschappen in Hongkong eindigden ze eveneens als vijfde nadat de kwartfinale verloren werd van de Australiërs Mariafe Artacho del Solar en Nicole Laird. Het jaar daarop speelde het tweetal in aanloop naar de AK in Sydney drie wedstrijden in Nieuw-Zeeland. In Sydney wonnen Ishii en Murakami vervolgens de bronzen medaille door het Thaise tweetal Varapatsorn Radarong en Tanarattha Udomchavee in de troostfinale te verslaan. In de World Tour behaalden ze verder een vijfde plaats bij de Grand Slam van Long Beach. Begin 2017 speelde Ishii enkele wedstrijden met Yukako Suzuki. Zo deden de twee mee aan de AK in Songkhla waar ze in de kwartfinale strandden tegen het Indonesische duo Putu Utami en Dhita Juliana en namen ze deel aan drie toernooien in de World Tour. Met Murakami was Ishii verder actief op acht internationale toernooien. Ze kwamen daarbij tot onder meer een overwinning en vierde plaats bij de 1-ster-toernooien van respectievelijk Daegu en Aalsmeer.
Het daaropvolgende seizoen behaalde het tweetal bij acht internationale toernooien een derde plaats in Tokio en een vijfde plaats in Gstaad. Bij de AK in Satun wonnen ze voor de tweede keer de bronzen medaille, ditmaal ten koste van Wang Xinxin en Xia Xinyi uit China. Bij de Aziatische Spelen in Palembang wonnen ze het zilver achter Wang Fan en Xia. In het seizoen 2018/19 deden Ishii en Murakami mee aan dertien reguliere toernooinen in de mondiale competitie met twee vijfde (Sydney en Kuala Lumpur) en vier negende plaatsen (Las Vegas, Den Haag, Xiamen en Moskou) als resultaat. Daarnaast namen ze deel aan de WK in Hamburg waar ze in de tussenronde werden uitgeschakeld door Wang X. en Xue Chen. Bij de AK in Maoming bereikte het duo de kwartfinale waar Xia en Wang F. te sterk waren. Bovendien behaalde Ishii met Sayaka Mizoe een tweede plaats in Zhongwei. Ishii en Murakami sloten het seizoen uiteindelijk af met een vijf-en-twintigste plaats bij de World Tour Finals in Rome. In het najaar van 2019 eindigden ze verder als dertiende bij het olympisch kwalificatietoernooi in Haiyang, als vijfde in Chetumal en tweemaal op het podium bij toernooien in eigen land.

### Beach: 2020 tot heden
Begin 2020 won het tweetal bij de AK in Udon Thani voor de derde keer brons door hun landgenoten Mizoe en Takemi Nishibori in de troostfinale te kloppen. De rest van het seizoen viel weg vanwege de coronapandemie. Het jaar daarop namen Ishii en Murakami in aanloop naar de Olympische Spelen in eigen land deel aan vijf wedstrijden in de World Tour waarbij ze niet verder kwamen dan vier zeventiende plaatsen. In Tokio strandde het duo in de tussenronde tegen Liliana Fernández Steiner en Elsa Baquerizo Macmillan uit Spanje. Na afloop won Ishii met Suzuki in het Nederlandse beachvolleybalcircuit het toernooi van Almelo. Vervolgens vormde ze tot en met 2023 een team met Mizoe. In het najaar van 2021 eindigden ze als negende in Itapema en wonnen ze de zilveren medaille bij de AK in Phuket achter Taravadee Naraphornrapat en Worapeerachayakorn Kongphopsarutawadee uit Thailand. Het daaropvolgende seizoen speelde het duo elf wedstrijden in de Beach Pro Tour – de opvolger van de World Tour. Ze behaalden daarbij drie vijfde plaatsen (Dubai, Kaapstad en Uberlândia). Bij de WK in Rome werden ze in de zestiende finale uitgeschakeld door de latere kampioenen Ana Patrícia Ramos en Duda Lisboa. Bij de AK in Roi Et eindigden ze als vierde achter het Chinese tweetal Lin Meimei en Xia Xinyi.
In 2023 namen Ishii en Mizoe deel aan zeven toernooien in de Beach Pro Tour met een vijfde plaats in Itapema als beste resultaat. Bij de AK in Fuzhou werden ze opnieuw vierde, ditmaal achter Wang Jingzhe en Aheidan Mushajiang uit China. Bij de WK in Tlaxcala strandden ze in de tussenronde tegen de Litouwers Monika Paulikienė en Ainė Raupelytė. Na afloop van de WK ging het duo uit elkaar en vormde Ishii een team met Akiko Hasegawa. Ze sloten het seizoen 2023 af met twee negende plaatsen in Chiang Mai en Nuvali. Het jaar daarop deden ze mee aan zes toernooien in het mondiale circuit met twee negende plaatsen als beste resultaat (Recife en Guadalajara). Via het continentale kwalificatietoernooi plaatsten Ishii en Hasegawa zich voor de Olympische Spelen in Parijs. Daar bereikten ze via de tussenronde de achtste finale waar ze werden uitgeschakeld door de latere kampioenen Ana Patrícia en Duda. Na afloop van de Spelen speelde Ishii vijf wedstrijden in het Japanse beachvolleybalcircuit met Hasegawa en andere partners. In 2025 speelt Ishii samen met Saki Maruyama.

## Palmares
Kampioenschappen zaal
- 2009:  Japans kampioenschap
- 2009:  Japanse beker

Kampioenschappen beach
- 2016:  AK
- 2018:  Aziatische Spelen
- 2018:  AK
- 2020:  AK
- 2021:  AK
- 2024: 9e OS

FIVB World Tour
- 2017:  1* Daegu
- 2018:  3* Tokio
- 2019:  2* Zhongwei